# Бирман, Вольф
Вольф Би́рман (нем. Wolf Biermann; род. 15 ноября 1936[…], Гамбург, Германия) — немецкий бард, один из самых известных диссидентов в ГДР.

## Биография
Вольф Бирман родился в семье портового рабочего-коммуниста еврейского происхождения Дагоберта Бирмана. В 1943 году отец будущего барда погиб в концентрационном лагере Освенцим.
После Второй мировой войны Бирман вступил в пионерскую организацию; окончил гимназию Генриха Герца в Гамбурге и в 1953 году по идеологическим соображениям сменил гражданство, переехав из ФРГ в ГДР при содействии супруги Эриха Хонеккера Маргот Хонеккер.
В 1955—1957 годах Бирман изучал экономику в Берлинском университете имени Гумбольдта, но не окончил его. Увлёкшись театром, в 1957 году поступил на работу в «Берлинер ансамбль», где в течение двух лет был ассистентом режиссёра. В 1959 году вернулся в Берлинский университет и до 1963 года изучал философию и математику.
В университете Бирман начал писать песни; первые опыты представляли собой подражания Франсуа Вийону, Бертольту Брехту, Генриху Гейне и Жоржу Брассенсу. В 1961 году основал восточноберлинский «Рабочий и студенческий театр». Поставленная там пьеса о проблеме Берлинской стены была запрещена. В это время отношения поэта с властями ГДР резко ухудшились.
В ноябре 1976 года Бирман отправился на гастроли в Западную Германию; в это время политбюро СЕПГ приняло решение о лишении Бирмана гражданства ГДР, вернуться обратно он уже не смог. Свой протест против этого решения властей открыто высказал другой бард Райнхард Лакоми. За участие в акциях протеста против лишения Бирмана гражданства ГДР были арестованы многие представители интеллигенции ГДР. 281 день провёл в следственном изоляторе МГБ ГДР писатель-диссидент Юрген Фукс. Фактическая высылка Бирмана спровоцировала отъезд из ГДР целого ряда деятелей культуры, включая певицу Нину Хаген, которая приходилась ему падчерицей, режиссёров Манфреда Карге, Адольфа Дрезена и Маттиаса Лангхоффа, популярного киноактёра Манфреда Круга. Оставшись на Западе, Бирман продолжал сочинять и исполнять песни.
Поддержал военные операции в Косово в 1999 году и в Ираке в 2003 году.
В 1990-х годах Бирман приезжал в Россию и неоднократно выступал с концертами. В 2019 году подписал «Открытое письмо против политических репрессий в России».

## Дискография
- Wolf Biermann zu Gast bei Wolfgang Neuss, 1965
- Chausseestraße 131, 1968
- Warte nicht auf beßre Zeiten, 1973
- aah — ja!, 1974
- Liebeslieder, 1975
- Es gibt ein Leben vor dem Tod, 1976
- Der Friedensclown, 1977
- Das geht sein' sozialistischen Gang, 1977 (Doppel-CD mit Livekonzert vom 13. November 1976)
- Trotz alledem!', 1978
- Hälfte des Lebens, 1979
- Eins in die Fresse, mein Herzblatt, 1980 (Live-Doppel-CD)
- Wir müssen vor Hoffnung verrückt sein, 1982
- Im Hamburger Federbett, 1983
- Die Welt ist schön…*, 1985
- Seelengeld, 1986 (Doppel-CD)
- VEBiermann, 1988
- Gut Kirschenessen * DDR — ca ira!, 1989
- Nur wer sich ändert, 1991
- Süsses Leben — Saures Leben, 1996
- Brecht, Deine Nachgeborenen, 1999 (Live-Doppel-CD)
- Paradies uff Erden — Ein Berliner Bilderbogen, 1999
- Großer Gesang vom ausgerotteten jüdischen Volk, Lesung von Yitzak Katzenelson 2004 (Live-Doppel-CD)
- Das ist die feinste Liebeskunst — Shakespeare-Sonette, 2005
- Hänschen — klein ging allein…, 2005